# Чалфонт (Пенсільванія)
Чалфонт (англ. Chalfont) — місто (англ. borough) в США, в окрузі Бакс штату Пенсільванія. Населення — 4253 особи (2020).

## Географія
Чалфонт розташований за координатами 40°17′21″ пн. ш. 75°12′34″ зх. д. / 40.28917° пн. ш. 75.20944° зх. д. (40.289131, -75.209370).  За даними Бюро перепису населення США в 2010 році місто мало площу 4,24 км², з яких 4,19 км² — суходіл та 0,05 км² — водойми.

### Клімат
| Клімат : Чалфонт        | Клімат : Чалфонт | Клімат : Чалфонт | Клімат : Чалфонт | Клімат : Чалфонт | Клімат : Чалфонт | Клімат : Чалфонт | Клімат : Чалфонт | Клімат : Чалфонт | Клімат : Чалфонт | Клімат : Чалфонт | Клімат : Чалфонт | Клімат : Чалфонт | Клімат : Чалфонт |
| Показник                | Січ.             | Лют.             | Бер.             | Квіт.            | Трав.            | Черв.            | Лип.             | Серп.            | Вер.             | Жовт.            | Лист.            | Груд.            | Рік              |
| Абсолютний максимум, °C | 21,7             | 25,6             | 30,6             | 34,3             | 34,9             | 35,4             | 39,3             | 37,7             | 36,4             | 31,8             | 27,1             | 24,1             | 39,3             |
| Середній максимум, °C   | 3,9              | 5,7              | 10,4             | 17,1             | 22,6             | 27,5             | 29,8             | 28,9             | 25,0             | 18,7             | 12,6             | 6,2              | 17,4             |
| Середня температура, °C | −0,9             | 0,7              | 4,9              | 10,8             | 16,2             | 21,3             | 23,8             | 23,0             | 18,9             | 12,4             | 7,0              | 1,5              | 11,7             |
| Середній мінімум, °C    | −5,8             | −4,4             | −0,7             | 4,6              | 9,8              | 15,2             | 17,9             | 17,1             | 12,7             | 6,1              | 1,4              | −3,2             | 5,9              |
| Абсолютний мінімум, °C  | −24,4            | −20,2            | −16,3            | −8,6             | 0,4              | 4,9              | 8,6              | 5,6              | 1,4              | −4,8             | −11,7            | −19,3            | −24,4            |
| Норма опадів, мм        | 84               | 68               | 96               | 100              | 110              | 108              | 125              | 103              | 113              | 105              | 92               | 100              | 1205             |
| Вологість повітря, %    | 66.8             | 63.4             | 59.1             | 58.2             | 62.5             | 67.4             | 67.7             | 69.9             | 71.4             | 70.2             | 69.1             | 69.1             | 66.3             |
| ----------------------- | ---------------- | ---------------- | ---------------- | ---------------- | ---------------- | ---------------- | ---------------- | ---------------- | ---------------- | ---------------- | ---------------- | ---------------- | ---------------- |
| Джерело: PRISM          |                  |                  |                  |                  |                  |                  |                  |                  |                  |                  |                  |                  |                  |

## Демографія
Згідно з переписом 2010 року, у селищі мешкало 4009 осіб у 1469 домогосподарствах у складі 1094 родин. Густота населення становила 946 осіб/км².  Було 1556 помешкань (367/км²).
Расовий склад населення:
| - 94,1 % — білих - 3,0 % — азіатів - 1,4 % — чорних або афроамериканців - 0,3 % — корінних американців |

До двох чи більше рас належало 0,8 %. Частка іспаномовних становила 1,7 % від усіх жителів.
За віковим діапазоном населення розподілялося таким чином: 25,9 % — особи молодші 18 років, 63,7 % — особи у віці 18—64 років, 10,4 % — особи у віці 65 років та старші. Медіана віку мешканця становила 40,2 року. На 100 осіб жіночої статі у селищі припадало 94,9 чоловіків;  на 100 жінок у віці від 18 років та старших — 93,9 чоловіків також старших 18 років.
Середній дохід на одне домашнє господарство  становив 103 698 доларів США (медіана — 84 706), а середній дохід на одну сім'ю — 111 354 долари (медіана — 99 583). Медіана доходів становила 65 572 долари для чоловіків та 51 111 долар для жінок. За межею бідності перебувало 3,5 % осіб, у тому числі 2,4 % дітей у віці до 18 років та 12,7 % осіб у віці 65 років та старших.
Цивільне працевлаштоване населення становило 2139 осіб. Основні галузі зайнятості: освіта, охорона здоров'я та соціальна допомога — 17,7 %, науковці, спеціалісти, менеджери — 15,1 %, виробництво — 11,0 %, роздрібна торгівля — 10,3 %.